# Canton de Compiègne-Sud-Ouest
Le canton de Compiègne-Sud-Ouest est une ancienne division administrative française située dans le département de l'Oise et la région Picardie.

## Histoire
Ancien canton de Compiègne-Sud (de 1973 à 1982)
| Période | Période | Identité       | Étiquette | Qualité                                                         |
| ------- | ------- | -------------- | --------- | --------------------------------------------------------------- |
| 1973    | 1982    | Michel Lemaire | PS        | Directeur d'école Ancien Maire-adjoint de Compiègne (1954-1959) |

## Administration: conseillers généraux de 1982 à 2015
| Période | Période | Identité          | Étiquette | Qualité                                                                                 |
| ------- | ------- | ----------------- | --------- | --------------------------------------------------------------------------------------- |
| 1982    | 1994    | Michel Lemaire    | PS        | Directeur d'école Ancien Maire-adjoint de Compiègne (1954-1959)                         |
| 1994    | 2001    | Robert Ternacle   | UDF       | Retraité, maire du Meux                                                                 |
| 2001    | 2015    | François Ferrieux | PS        | Professeur à l'Université de technologie de Compiègne Conseiller municipal de Compiègne |

## Composition
| Communes   | Population (2012) | Code postal | Code Insee |
| ---------- | ----------------- | ----------- | ---------- |
| Armancourt | 527               | 60880       | 60023      |
| Compiègne  | 41 254 (1)        | 60200       | 60159      |
| Jaux       | 2 078             | 60880       | 60325      |
| Jonquières | 527               | 60680       | 60326      |
| Le Meux    | 1 708             | 60880       | 60402      |
| Venette    | 2 674             | 60280       | 60665      |

(1) fraction de commune.

## Démographie
| 1962 | 1968 | 1975 | 1982 | 1990 | 1999 | 2009 |
| ---- | ---- | ---- | ---- | ---- | ---- | ---- |
| -    | -    | -    | -    | -    | -    | -    |